# Championnats d'Amérique du Nord de patinage artistique 1961
Navigation
Édition précédente Édition suivante
Les 19e championnats d'Amérique du Nord de patinage artistique ont lieu du 11 au 13 février 1961 à Philadelphie dans l'État de Pennsylvanie aux États-Unis. C'est la troisième fois que Philadelphie organise les championnats nord-américains après les éditions de 1941 et 1949.
Quatre épreuves y sont organisées: messieurs, dames, couples artistiques et danse sur glace.
Ces championnats nord-américains sont organisés, comme les championnats européens, juste avant les championnats du monde prévus à Prague la deuxième quinzaine de février. Ces mondiaux seront annulés à la suite de la mort de toute l'équipe américaine lors de la catastrophe aérienne du vol Sabena 548 le 15 février 1961. Les sept médaillés américains de ces championnats (Bradley Lord, Gregory Kelley, Laurence Owen, Maribel Owen, Dudley Richards, Roger Campbell et Dona Lee Carrier) périront tous sur ce vol, ainsi que onze autres patineurs.
William McLachlan remporte son troisième titre consécutif en danse sur glace. Il remporte les deux premiers avec Geraldine Fenton en 1957 et 1959, et le troisième avec Virginia Thompson en 1961.

## Podiums
| Épreuves                            | Or                                    | Argent                            | Bronze                         |
| ----------------------------------- | ------------------------------------- | --------------------------------- | ------------------------------ |
| Messieurs résultats détaillés       | Donald Jackson                        | Bradley Lord                      | Gregory Kelley                 |
| Dames résultats détaillés           | Laurence Owen                         | Wendy Griner                      | Sonia Snelling                 |
| Couples résultats détaillés         | Maria Jelinek / Otto Jelinek          | Maribel Owen / Dudley Richards    | Debbi Wilkes / Guy Revell      |
| Danse sur glace résultats détaillés | Virginia Thompson / William McLachlan | Dona Lee Carrier / Roger Campbell | Paulette Doan / Kenneth Ormsby |

## Tableau des médailles
| Rang  | Nation     | Or | Argent | Bronze | Total |
| ----- | ---------- | -- | ------ | ------ | ----- |
| 1     | Canada     | 3  | 1      | 3      | 7     |
| 2     | États-Unis | 1  | 3      | 1      | 5     |
| Total | Total      | 4  | 4      | 4      | 12    |

## Détails des compétitions

### Messieurs
| Rang    | Nom              | Pays       |
| ------- | ---------------- | ---------- |
| 1       | Donald Jackson   | Canada     |
| 2       | Bradley Lord     | États-Unis |
| 3       | Gregory Kelley   | États-Unis |
| 4       | Douglas Ramsay   | États-Unis |
| 5       | Donald McPherson | Canada     |
| 6       | Bradley Black    | Canada     |
| Forfait | Tim Brown        | États-Unis |

### Dames
| Rang    | Nom                  | Pays       |
| ------- | -------------------- | ---------- |
| 1       | Laurence Owen        | États-Unis |
| 2       | Wendy Griner         | Canada     |
| 3       | Sonia Snelling       | Canada     |
| 4       | Stephanie Westerfeld | États-Unis |
| 5       | Shirra Kenworthy     | Canada     |
| 6       | Frances Gold         | Canada     |
| 7       | Karen Howland        | États-Unis |
| Forfait | Rhode Lee Michelson  | États-Unis |

### Couples
| Rang | Nom                                        | Pays       |
| ---- | ------------------------------------------ | ---------- |
| 1    | Maria Jelinek / Otto Jelinek               | Canada     |
| 2    | Maribel Owen / Dudley Richards             | États-Unis |
| 3    | Debbi Wilkes / Guy Revell                  | Canada     |
| 4    | Ila Ray Hadley / Ray Hadley                | États-Unis |
| 5    | Gertrude Desjardins / Maurice LaFrance     | Canada     |
| 6    | Laurie Jean Hickox / William Holmes Hickox | États-Unis |

### Danse sur glace
| Rang | Nom                                   | Pays       |
| ---- | ------------------------------------- | ---------- |
| 1    | Virginia Thompson / William McLachlan | Canada     |
| 2    | Dona Lee Carrier / Roger Campbell     | États-Unis |
| 3    | Paulette Doan / Kenneth Ormsby        | Canada     |
| 4    | Larry Pierce / Diane Sherbloom        | États-Unis |
| 5    | Donna Lee Mitchell / John Mitchell    | Canada     |
| 6    | Patricia Dineen / Bob Dineen          | États-Unis |